# مستشارة شؤون المرأة

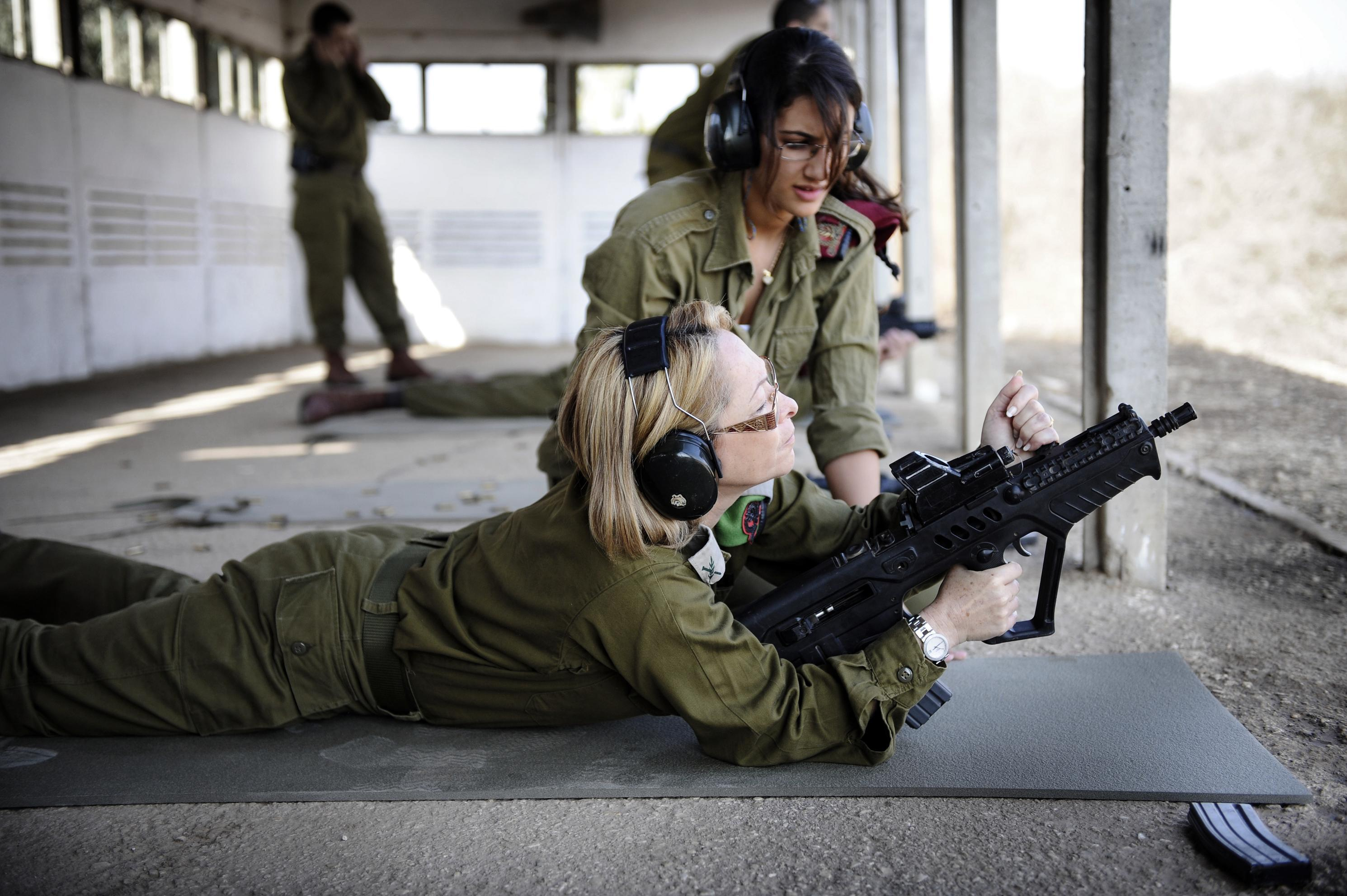
تشرين الثاني 2010.
الصورة هنا في قاعدة Mitkan آدم، مستشارة شؤون المرأة إلى رئيس أركان الجيش الإسرائيلي، العميد غيلا كاليفي الأمير، تمارس مهارات الرماية لها بتوجيه من مدرب رماية خلال حدث لضباط الأركان لالجيش الإسرائيلي. مستشارة شؤون المرأة إلى رئيس الأركان مسؤولة عن تلبية الاحتياجات الفريدة والاندماج الناجح للمجندات في الجيش الإسرائيلي. وترأس وحدة مستشارة شؤون المرأة التي تشمل المسؤوليات: البحوث والمعلومات والدعوة للنساء يخدمون في الجيش الإسرائيلي، التوجيه المهني فيما يتعلق بشؤون المرأة، وتمثيل جنود الجيش الإسرائيلي من الإناث إلى وسائل الإعلام والجمهور العام. لمزيد من المعلومات حول النساء في الجيش الإسرائيلي: التصوير idfspokesperson.com/2011/03/07/women-in-the-idf/~~gender=M: العريف. أوري Shifrin، المتحدث باسم الجيش الإسرائيلي المميز وصورة اليوم في 8 مارس 2011 (يوم المرأة العالمي)

مستشارة شؤون المرأة لرئيس الأركان (بالعبرية: יועצת הרמטכ"ל לענייני נשים، يختصر יוהל"ן Yohalan) هي ضابطة في الجيش الإسرائيلي التي تكون المسؤوله عن تعزيز الظروف التي تسمح للاستخدام الأمثل لقدرات النساء الذين يخدمون في الجيش الإسرائيلي. و تعزيز تكافؤ الفرص للمرأة أثناء خدمتهن العسكرية. واستيعاب المرأة في المناصب القيادية العسكرية. و حاليا تشغل العميد راشيل تفيت يسيل منصب مستشارة شؤون المرأة .

## التاريخ
يعود مستشارة شؤون المرأة إلى سلاح المرأة التي كانت موجودة من 1949 إلى 2001. وكان السلك مسؤولة عن مجندات، بما في ذلك: استيعابهم، تدريب المجندين، ونقل إلى وحدات الجيش الإسرائيلي. أثناء خدمتهم، قدمت دبليو سي لهم مختلف الخدمات من خلال وحدات المراحيض تعلق على حدة في السلك الآخر. كما تقوم بتشغيل وحدة الجنود المعلمين المرأة، التي تدرس المهاجرين الجدد والمناطق النامية.
منذ بداية التسعينات، بدأت السلطة السلك "لنقل تدريجيا إلى القيادات المحلية والقادة الأفراد، في حين تم نقل الإناث وحدة الجنود المعلمين لتعليم وفيلق الشباب. في عام 2001، أعلن وزير الدفاع شاؤول موفاز تفكيك السلك. تم استبدال قيادتها مع مستشارة شؤون المرأة الجديد لموقف رئيس الأركان. وكان قائد الماضي السلك "العميد سوزي يوغيف.
في 1 سبتمبر 2001، بدأت سوزي يوغيف تأسيس موقف شؤون المرأة مستشارة، وتفكيك قيادة ضابط كبير للمرأة، ونقل السلطة لرعاية مشاكل المرأة الفردي الجنود إلى القادة المعنيين، ووضع السلطة للنساء جنود قاعدة تدريب لمقر قيادة الجيش قائد المنطقة.